# Fenerbahçe (voleibol femenino)
Fenerbahçe, más conocido como Fenerbahçe Opet, es el departamento de voleibol femenino del Fenerbahçe SK, un importante club multideportivo turco con sede en Estambul, Turquía. Juegan sus partidos locales en el Burhan Felek Sport Hall con capacidad para 7,000 personas. Fenerbahçe compite en la Liga Turca de Voleibol Femenino, que se considera una de las mejores y más competitivas ligas del mundo.
Fundado en 1928, Fenerbahçe es uno de los mejores equipos de voleibol en Turquía y en el mundo. Fueron campeones del mundo al ganar el Campeonato Mundial de Clubes de voleibol femenino de la FIVB de 2010, logrando así el primer Cuádruple Intercontinental en la historia del voleibol turco, después de haber ganado la Liga Turca, la Copa Turca y la Supercopa de Turquía en 2010. Fenerbahçe se convirtió en el primer equipo turco en reclamar un título del Campeonato Mundial. Después de ser subcampeón en la Liga de Campeones CEV en 2010, Fenerbahçe finalmente fue coronado Campeón de Europa en la temporada 2011-12 después de derrotar a la potencia francesa RC Cannes en tres sets seguidos (25-14, 25-22 y 25-20) en el juego final.  El club también alcanzó el tercer lugar de la Liga de Campeones dos veces, en las temporadas 2010-11 y 2015-16.
Fenerbahçe también ganó la Copa CEV al derrotar al ruso Uralochka-NTMK Ekaterinburg 3-0 (25-11, 28-26, 25-22) en las finales de 2014 frente a su público local, escribiendo así la historia del voleibol cuando el equipo masculino ganó otro título continental, la Copa Challenge CEV, el mismo día. Al lograr esto, Fenerbahçe se convirtió en el primer y único club deportivo en Turquía y uno de los pocos en Europa con títulos europeos ganados en los departamentos de voleibol masculino y femenino.
En Turquía, el club ganó 13 títulos del Campeonato de Turquía (5 en la actual Liga Turca de Voleibol Femenino y 8 en el antiguo Campeonato de Voleibol Femenino de Turquía, 3 Copas Turcas y un récord de 3 Supercopas Turcas, entre otros).

## Nombres
- Fenerbahçe (1928, 1954 – 2007)
- Fenerbahçe Acıbadem (2007 – 2011)
- Fenerbahçe Universal (2011 – 2012)
- Fenerbahçe (2012 – 2014)
- Fenerbahçe Grundig (2014 – 2018)
- Fenerbahçe Opet (2018 – presente)

## Historia
El departamento de voleibol femenino fue fundado en 1928 por Sabiha Rıfat Gürayman quien, cuando era joven, jugó para el equipo de voleibol masculino del club y fue la primera mujer arquitecta en Turquía. Sin embargo, la sección se cerró debido a la falta de oponentes. En 1954, comenzó una nueva era con la ayuda de Çamlıca Girls 'High School (tr). A partir de 1958, las chicas ganaron ocho campeonatos turcos entre muchos otros títulos. En 1977, el departamento se cerró nuevamente hasta 1989, esta vez debido a fondos insuficientes. En 1993, el equipo fue promovido de la Primera Liga de Estambul a la Segunda Liga turca. Al año siguiente, jugaron en la Primera Liga turca. Sin embargo, fueron relegados a la Segunda Liga turca en la temporada 1995-96.
Fenerbahçe regresó a la Primera Liga turca en la temporada 2002-03, y fue subcampeón en la temporada 2006-07. El equipo senior fue renombrado como Fenerbahçe Acıbadem debido a un acuerdo de patrocinio con Acıbadem Healthcare Group de 2007 a 2011. Los Yellow Angels también fueron finalistas después de Eczacıbaşı SK en la temporada 2007-08. Ganaron el noveno título turco en su historia en la temporada 2008-09, después de derrotar a sus archirrivales Eczacıbaşı SK en la final (3–2, 0–3, 3–1, 3–1), que fue su primer título en la historia. el formato actual de la liga que comenzó con la temporada 1984–85. 
El equipo femenino de Fenerbahçe brilló en la temporada 2009-10 cuando los Yellow Angels terminaron la primera ronda de la Liga Turca 2009-10 en 22 partidos (estableciendo un récord de 66: 2), y alcanzaron la Final Four del 2009-10. Liga de Campeones Femenina CEV. El equipo luego venció al equipo anfitrión RC Cannes en un emocionante partido de cinco sets, pero finalmente perdió contra Volley Bergamo en cinco sets en la final, a pesar de que regresaron después de caer dos sets: 22–25, 21–25, 25– 22, 25–20, 9–15. Yekaterina Gamova fue nombrada la mejor anotadora y Nataša Osmokrović fue elegida la mejor servidor del torneo.
El equipo lleno de estrellas de Fenerbahçe alcanzó la cima del mundo el 21 de diciembre de 2010 en Doha, Catar, después de vencer a los titulares sudamericanos Sollys Osasco 3–0 (25–23, 25–22, 25–17) para convertirse en el primer equipo en 16 años en reclamar el Campeonato Mundial de Clubes Femeninos FIVB 2010 donde Katarzyna Skowrońska fue nombrada MVP y Mejor Anotadora, mientras que Eda Erdem Dündar fue la Mejor Servidora.
En 2011, Fenerbahçe SK organizó la Final Four de la Champions League en el Burhan Felek Sports Hall de Estambul, sin embargo, en la semifinal, los Yellow Angels perdieron ante sus rivales turcos Vakıfbank en un partido de cinco sets (25-19, 21-25 , 25–21, 19–25, 11–15), y perdió la oportunidad de ser el primer equipo en la historia del voleibol turco en ganar el título de la Liga de Campeones. Los Ángeles Amarillos se conformaron con el tercer lugar después de vencer a Scavolini Pesaro en cuatro sets (14–25, 25–21, 25–21, 25–21), gracias a las jugadoras Seda Tokatlıoğlu, Naz Aydemir y Eda Erdem Dündar.
En 2012, el club ganó la Liga de Campeones de Voleibol CEV, que se organizó en Bakú del 24 al 25 de marzo de 2012, después de haber derrotado a la potencia francesa RC Cannes en la final en tres sets consecutivos (25–14, 25–22 y 25–20) . Kim ganó el premio MVP y el premio al Mejor Anotador, mientras que Naz Aydemir fue nombrado la Mejor Armadora. 

## Premios

### Competencias mundiales
- FIVB Volleyball Women's Club World Championship
  - Ganadores (1): 2010
  - Terceros (1): 2012
- Cuádruple Intercontinental
  - Ganadores (1): 2010

### Competencias Europeas
- CEV Champions League
  - Ganadores (1): 2011–12
  - Finalistas (1): 2009–10
  - Terceros (2): 2010–11, 2015–16
- CEV Cup
  - Ganadores (1): 2013–14
  - Finalistas (1): 2012–13

### Competencias domésticas
- Turkish Women's Volleyball League
  - Ganadores (5): 2008–09, 2009–10, 2010–11, 2014–15, 2016–17
  - Finalistas (4): 2006–07, 2007–08, 2013–14, 2015–16
  - Terceros (3): 2011–12, 2012–13, 2018–19
- Turkish Women's Volleyball Championship (difunta)
  - Ganadores (8): 1956, 1957, 1958, 1959, 1960, 1968, 1969, 1972
  - Finalistas (3): 1961, 1973, 1975
  - Terceros (3): 1962, 1974, 1977
- Turkish Cup
  - Ganadores (3): 2009–10, 2014–15, 2016–17
  - Finalistas (3): 2008–09, 2013–14, 2018–19
- Turkish Super Cup
  - Ganadores (3) : 2009, 2010, 2015
  - Finalistas (3): 2011, 2014, 2017
- Turkish Federation Cup (difunta)
  - Ganadores (2): 1960, 1977
  - Finalistas (1): 1966

### Competencias regionales
- Istanbul League (difunta)
  - Ganadores (10): 1955–56, 1956–57, 1957–58, 1958–59, 1960–61, 1967–68, 1968–69, 1970–71, 1971–72, 1972–73
  - Finalistas (5): 1959–60, 1962–63, 1969–70, 1973–74, 1974–75
  - Terceros (7): 1954–55, 1961–62, 1963–64, 1964–65, 1965–66, 1966–67, 1976–77